# Утјеховице под Стражиштем
Утјеховице под Стражиштем (чеш. Útěchovice pod Stražištěm) је насељено мјесто са административним статусом сеоске општине (чеш. obec) у округу Пелхримов, у крају Височина, Чешка Република.

## Становништво
Према подацима о броју становника из 2014. године насеље је имало 113 становника.